# Libertarianizm

Flaga Gadsdena, jeden z symboli libertarianizmu

Libertarianizm (fr. libertaire, łac. libertas – wolność) – zbiór doktryn i filozofii politycznych uznających wolność jednostki za nadrzędną wartość. Oznacza to położenie nacisku na swobodę zrzeszania się i podejmowania wszelkich interakcji międzyludzkich. Libertarian łączy niechęć do władzy odgórnej jako konceptu, są oni jednak bardzo zróżnicowani w jej krytyce. Poszczególne nurty libertarianizmu prezentują szeroki zakres poglądów, różniących się tym, jak daleko powinna sięgać władza rządu i nietykalność prawna, w tym prawa własności.
Libertarianizm pierwotnie był terminem określającym niektóre poglądy lewicowe, takie jak anarchokomunizm, anarchosyndykalizm, egoizm i mutualizm.
Prawicowe ideologie, które dołączyły do nurtu ideologii libertariańskich to przykładowo minarchizm i anarchokapitalizm, które w swoich założeniach promują leseferyzm, kapitalizm i prawa dotyczące własności prywatnej obejmujące ziemię, infrastrukturę i zasoby naturalne

## Historia

### Etymologia
Termin libertarianizm został użyty po raz pierwszy przez wolnomyślicieli oświeceniowych w nawiązaniu do metafizycznego przekonania o wolnej woli, stojącego w opozycji do inkompatybilistycznego determinizmu. Po raz pierwszy pojęcie to zostało użyte w roku 1789 w piśmie Williama Belshama. William Belsham w swoich opracowaniach posługuje się nazwą libertarianizm w kontekście negatywnym, samemu określając się jako necessarianista, inaczej determinista. 
Anarchiści zaczęli używać pojęcia libertarianizm na określenie swoich poglądów politycznych w latach pięćdziesiątych XIX wieku. Rewolucyjny anarchista Joseph Déjacque wydawał Le Libertaire, Journal du Mouvement social w Nowym Jorku między rokiem 1858 a 1861. Według historyka Maxa Nettlaua używanie określenia komunizm libertariański datuje się od listopada 1880 roku, kiedy to przyjął je francuski kongres anarchistyczny. Stosowanie terminu libertarianizm przez anarchistów stało się bardziej popularne od lat dziewięćdziesiątych XIX wieku, po tym, jak był on używany we Francji w celach obejścia praw antyanarchistycznych i uniknięcia negatywnych skojarzeń ze słowem anarchia (na przykład Sebastien Faure i Louise Michel wydawali gazetę „Le Libertaire”, fr. – Libertarianin) we Francji w 1895 roku. Od lat 60. XX wieku libertarianami zaczęli się określać zwolennicy kapitalizmu wolnorynkowego.

### Rozwój prawicowej doktryny
Wstępne założenia współczesnego libertarianizmu w USA opracował Jay Albert Nock (1870-1945). Utożsamiał on przymus stosowany przez państwo z działalnością przestępczą, argumentując, że państwo jest legalnym monopolistą w zakresie popełniania zbrodni (dokonywanych pod pozorem wymierzania kary) i kradzieży (pod pozorem nakładania podatków).
W okresie powojennym do popularyzacji myśli przyczyniła się emigrantka z ZSRR Ayn Rand (1905-1982), autorka powieści „The Fountainhead” („Źródło”) (1942) i „Atlas Shrugged” („Atlas zbuntowany”) (1953). Stworzyła ona tzw. filozofię obiektywistyczną, zainspirowaną logiką Arystotelesa. Sama Rand ostro protestowała przeciwko łączeniu libertarianizmu z jej filozofią obiektywistyczną, ponieważ sama określała swoje poglądy jako zdecydowanie prawicowe, co kłóciło się z anarchistycznym nastawieniem do świata wielu libertarian (w szczególności liderów tego ruchu z lat 60. i 70. XX w. jak: Murray Rothbard, Karl Hess czy Samuel Edward Konkin).
W latach 70. i 80. XX w. libertarianizm zbliżył się do rozwijającego się neoliberalizmu, głównie za sprawą takich instytucji jak: Reason Foundation, Cato Institute, Institute of Humane Studies oraz pism „The Objectivist”, „The Freeman”, „Libertarian Studies”. Jednym z czołowych myślicieli tego okresu był Robert Nozick, autor głośnej książki „Anarchia, państwo, utopia” z 1971, powszechnie odebranej jako polemika z poglądami Johna Rawlsa. Część polityków libertariańskich znalazła swoje miejsce w administracji prezydenta Ronalda Reagana.
Obok politycznego nurtu libertarianizmu rozwijał się także jego radykalny nurt antypolityczny i stricte anarchistyczny związany głównie z osobami Wandy MacElroy, Carla Watnera (twórców pisma „The Voluntaryist”) czy Samuela E. Konkina (twórcy The Agorist Institute i Movement of Libertarian Left).

## Poglądy prawicowych libertarian
Libertarianie z umownie i luźno pojmowanej prawej strony czerpią obficie z liberalizmu klasycznego (John Locke, Frédéric Bastiat), ekonomistów szkoły austriackiej (Ludwig von Mises, Friedrich August von Hayek) oraz pewnych elementów amerykańskiego anarchoindywidualizmu (Lysander Spooner, Benjamin Tucker). Od tych pierwszych czerpana jest pochwała wolnego rynku i prawa własności, a od drugich – krytyka państwa oraz opodatkowania.

### Wolność osobista
Wolność osobista jest naczelną wartością prawicowego libertarianizmu. Każdy człowiek jest wyłącznym posiadaczem swojego życia (zasada samoposiadania). Zdaniem libertarian zanegowanie tego założenia oznaczałoby zezwolenie na przyznanie innym osobom prawa do ingerowania w ich życie.
Naruszenie wolności drugiej osoby nazywane jest agresją. Zgodnie z prawicowym libertariańskim aksjomatem nieagresji, jednostka nie może inicjować agresji, a może jej użyć tylko w wypadku, gdy inna osoba jako pierwsza ją zainicjuje. Użycie siły jest więc dopuszczalne wyłącznie w celu samoobrony.

### Prawo własności
Z uznaniem wolności człowieka oraz zasady samoposiadania łączy się uznanie prawa własności jako jednego z praw naturalnych. Własność jest tu rozumiana jako ogół dóbr wytworzonych przez człowieka, jak również tych uzyskanych na drodze podarunku lub dobrowolnej wymiany. Jako że w libertarianizmie własność uznana jest za nierozłączną część wolności, kradzież staje się formą inicjowania agresji, łamiącą wyżej wymieniony aksjomat. W związku z tym każdy posiadacz danego dobra (i jedynie on) ma nieograniczone prawo do dysponowania swoją własnością.

### Wolny rynek
Libertarianie uznają wolny rynek za optymalną formę rozdziału dóbr w społeczeństwie. Wymiana dóbr powinna odbywać się na mocy dobrowolnych umów bez przymusu. Postulują też poddanie mechanizmom rynkowym praktycznie wszystkich instytucji (szkolnictwo, służby zdrowia, ubezpieczenia społeczne, bezpieczeństwo osobiste). Wiara w wolny rynek prowadzi do postulatu demontażu instytucji państwowych na skalę niespotykaną w innych teoriach politycznych.
Poglądy libertarian na pieniądz są zazwyczaj zbieżne ze zdaniem przedstawicieli tzw. szkoły austriackiej, wedle której emisja pieniądza winna być domeną prywatnych banków komercyjnych. Generalnie wszystkie odłamy libertarianizmu są zgodne w tym, iż rząd nie powinien zajmować się kwestiami monetarnymi.

### Państwo
Kwestia istnienia państwa jest głównym przedmiotem sporu pomiędzy dwoma głównymi nurtami libertarianizmu: minarchizmem i anarchokapitalizmem. Minarchiści odpowiadają się za istnieniem państwa minimalnego, w którego gestii pozostałyby funkcje takie jak siły zbrojne, policja i wymiar sprawiedliwości. Anarchokapitaliści natomiast uważają, że usługi te mogą i powinny być świadczone przez prywatne przedsiębiorstwa lub dobrowolne stowarzyszenia, natomiast istnienie jakiegokolwiek rządu jest potencjalnym zagrożeniem dla wolności (oraz złem moralnym).

### Przestępstwa
Libertarianie wyznają zasadę „nie ma przestępstwa bez ofiary”, w myśl której takie zjawiska jak prostytucja, posiadanie i używanie narkotyków czy gry hazardowe nie powinny być karane, lecz powinny podlegać zasadom wolnego rynku; w myśl tej zasady niedopuszczalne są też jakiekolwiek formy cenzury – wolność słowa powinna być nieograniczona. W tym przypadku zwracają uwagę również na irracjonalność i nieefektywność kryminalizacji omówionych tutaj zjawisk, powołując się na fakt, że nałożone zakazy tak naprawdę nie zwalczyły ich, a wręcz spowodowały, że niebezpieczni przestępcy zaczęli zajmować się handlem narkotykami oraz stręczycielstwem, czerpiąc z nich spore zyski.

### Edukacja
Zdaniem libertarian, państwowe systemy edukacyjne nie sprawdzają się. Powołują się przy tym na regularnie spadający poziom edukacji w XX-wiecznych Stanach Zjednoczonych oraz na fakt, że usługi świadczone na wolnym rynku bez interwencji państwa odznaczają się wyższą jakością, niż te państwowe. Są oni przeciwni również ministerstwom edukacji, odgórnie narzuconym przez państwo programom szkolnym oraz obowiązkowi szkolnemu; w tym ostatnim przypadku zwracają również uwagę na fakt, że w niektórych rodzinach dobrowolna edukacja indywidualna bądź domowa przyniosłaby lepsze skutki.

### Służba zdrowia
Służba zdrowia według libertarianizmu miałaby zostać zastąpiona prywatnymi firmami świadczącymi usługi zdrowotne, a obowiązkowe ubezpieczenia zdrowotne miałyby ustąpić miejsca dobrowolnym.

### Własność intelektualna
Kwestia własności intelektualnej jest przedmiotem sporu w ramach libertarianizmu. Jej obrońcami byli przede wszystkim obiektywiści: Ayn Rand, David Kelley, Murray Franck. Zwolennikami IP byli także: Andrew Galambos, J. Neil Schulman. Najważniejsi infoanarchiści w ruchu to: Samuel Edward Konkin, N. Stephan Kinsella. Zaś Murray Rothbard popierał część prawa autorskiego dotyczącej kopiowania, ale stanowczo sprzeciwiał się patentom.

## Odmiany libertarianizmu
Istnieje wiele nurtów libertarianizmu, przez co niełatwo jest go jednoznacznie umiejscowić na scenie politycznej. Według tradycyjnego podziału jednoosiowego, libertarianizm jest w zdecydowanej większości nurtem lewicowym. Sam termin libertarianizm zaczął być powszechnie używany w latach 50. XX wieku w Stanach Zjednoczonych, dla odróżnienia od liberalizmu, który tam ewoluował w kierunku lewicowym (w terminologii europejskiej, w kierunku socjalliberalizmu).
Lewicowi libertarianie również cenią wysoko wolność osobistą, podmiotowe prawa jednostek, zasadę samoorganizacji i dążenie do minimalnego rządu. Podkreślają jednak konieczność dążenia za ich pomocą do bardziej równego podziału dóbr ekonomicznych.
Libertarianie jednak często odrzucają podział na lewicę i prawicę, argumentując że ten podział jest przestarzały i nieprzystający do współczesnych poglądów politycznych. W latach 60. Murray Rothbard uważał, że polityczne spektrum prawicy-lewicy zamieniło się miejscami, gdyż część konserwatystów stała się bardziej etatystyczna niż liberałowie. Anthony Gregory wskazuje, że w ramach ruchu libertariańskiego „tak jak pojęcia «prawicy» i «lewicy» są niejasne i nieprecyzyjne, tak lewicowy i prawicowy libertarianizm może odnosić się do wielu różniących się między sobą, a nawet wzajemnie wykluczających się poglądów politycznych”. Leonard Read napisał artykuł zatytułowany „Ani lewica, ani prawica: libertarianie są ponad autorytarną degradacją” Harry Browne napisał:
„Nie powinniśmy nigdy definiować libertariańskich poglądów używając wyrażeń wymyślonych przez liberałów lub konserwatystów, lub przez jakiś wariant tych wyrażeń. Nie jesteśmy gospodarczymi konserwatystami i społecznymi liberałami. Jesteśmy libertarianami, którzy wierzą w wolność osobistą i odpowiedzialność jednostki, w każdej sprawie i przez cały czas”.

### Minarchizm
Zakłada istnienie państwa minimalnego, czyli takiego, które ograniczałoby się do posiadania monopolu na stanowienie prawa, usługi policyjne, sądownicze i obronne na danym terytorium, jednak usługi te powinny być utrzymywane dobrowolnie ze składek członkowskich i darowizn. Ochronę i usługi egzekucyjne zapewnia jednak jedynie tym, którzy wykupili sobie polisy gwarantujące ochronę oraz egzekucję ich praw lub zapłacili bezpośrednio.

### Anarchokapitalizm
Nurt zakładający zastąpienie wszystkich niezbędnych funkcji spełnianych do tej pory przez państwo przez takie, które będą oparte na dobrowolnych umowach rynkowych. Jego zwolennicy uważają, że takie rozwiązanie będzie zarówno dla jednostki, jak i społeczeństwa zdecydowanie lepsze i skuteczniejsze.

### Libertarianizm lewicowy
Pośród lewicowych odmian libertarianizmu, wyróżnić można:
- Libertarianizm dialektyczny: wykorzystuje marksistowską dialektykę do uzasadnienia "totalnej wolności" (główny przedstawiciel: Chris M. Sciabarra);
- Geolibertarianizm: nazwa pochodzi od nazwiska Henry'ego Georga, uznaje jedynie prawo do własności do owoców własnej pracy;
- Anarchizm mutualistyczny: poza nawiązaniem do wyżej wspomnianego George'a, opiera się na teorii anarchoindywidualisty P. J. Proudhona o świadczeniu dobrowolnej pomocy przez jednostki lub kooperatywy produkcyjne;
- Zielony libertarianizm: uznaje prawo własności oraz działalność rynkową, o ile chroni zdrowie i środowisko;
- Feminizm indywidualistyczny: zwalcza kolektywistyczne i polityczne odmiany feminizmu (zarzucając im cyniczny charakter), opowiada się za zniesieniem przywilejów dla jakiejkolwiek płci.